# Culicoides certus
Culicoides certus är en tvåvingeart som beskrevs av Gupta 1962. Culicoides certus ingår i släktet Culicoides och familjen svidknott. Inga underarter finns listade i Catalogue of Life.